# 夜ごとの美女
『夜ごとの美女』（よごとのびじょ、（原題）仏: Les belles de nuit）は、1952年制作のフランスのコメディ映画。主演はジェラール・フィリップ。ヒロインはジーナ・ロロブリジーダやマルティーヌ・キャロル、マガリ・ヴァンドイユ。監督はルネ・クレール。
歌手・俳優の美輪明宏が好きな映画の1つに挙げており、著書で観るべき映画として『ウエスト・サイド物語』『東京物語』『七人の侍』『ひまわり』『天井桟敷の人々』『お熱いのがお好き』などと共にリストに加えている。
TBSのTV演出家出身の映画監督の実相寺昭雄は、クレールを敬愛していることで知られ、自身が演出した『ウルトラセブン』の第45話「円盤がきた」は、当初のタイトルが本作へのオマージュとして「夜ごとの円盤」であったことが知られている。

## キャスト
| 役名       | 俳優                     | 日本語吹き替え | 日本語吹き替え |
| 役名       | 俳優                     | フジテレビ版   | テレビ朝日版   |
| ---------- | ------------------------ | -------------- | -------------- |
| クロード   | ジェラール・フィリップ   | 北町嘉朗       | 池田秀一       |
| エドゥメ   | マルティーヌ・キャロル   | 瀬能礼子       | 弥永和子       |
| レイラ     | ジーナ・ロロブリジーダ   | 魚住純子       | 高島雅羅       |
| シュザンヌ | マガリ・ヴァンドイユ     | 山東昭子       | 土井美加       |
| ガストン   | レイモン・コルディ       | 千葉耕市       | 峰恵研         |
| ロジモ     | レイモン・ビュシェール   |                | 沢りつお       |
| レオン     | ベルナール・ラジャリジュ |                | 石丸博也       |
| ポール     | ジャン・パレデス         |                | 大山高男       |
| 老人       | ピエール・パロー         |                | 上田敏也       |
| ボナシュー | マリリン・ビュフェル     |                |                |

- フジテレビ版：初回放送1963年10月19日[3]
- テレビ朝日版：初回放送1982年9月11日『ウィークエンドシアター』
  - 演出：蕨南勝之、翻訳：柴田香代子、制作：ザック・プロモーション

## スタッフ
- 監督・脚本 - ルネ・クレール
- 撮影 - アルマン・ティラール
- 音楽 - ジョルジュ・オーリック